# Евровидение: Хор — 2017
«Евровидение: Хор — 2017» (англ. Eurovision Choir of the Year 2017, латыш. 2017. gada Eirovīzijas koris) — первый хоровой конкурс под эгидой Европейского Вещательного Союза, который прошёл 22 июля 2017 года. Страной-хозяйкой была выбрана Латвия (основной вещатель — LTV).
Победу одержал женский хор «Carmen Manet» из Словении. Женский хор Кармартеншира из Уэльса и хор девочек «Spīgo», представлявший страну-хозяйку конкурса 2017 года Латвию, заняли второе и третье места соответственно.

## Место проведения
14 февраля 2017 года стало известно, что первый хоровой конкурс песни «Евровидение» пройдёт в латвийской столице Риге, на известной площадке «Арена Рига». В основном данная площадка используется для проведения спортивных соревнований (хоккей, баскетбол), однако при этом она также является важной концертной площадкой.
«Арена Рига» вмещает в себя до 14 500 зрителей. Она была построена в 2006 году для проведения Чемпионата мира по хоккею 2006, наряду с олимпийским комплексом «Сконто». В 2015 году на арене прошли матчи Чемпионата Европы по баскетболу.

## Формат
По правилам нового конкурса, к участию допускаются любые профессиональные хоры. Продолжительность выступления каждого хора составляет 6 минут. Номер может включать в себя одно или несколько произведений любого жанра, которые должны отражать национальный колорит страны-участницы. Также композиции должны исполняться а капелла, то есть без музыкального сопровождения. Победитель конкурса выбирается профессиональным жюри из 3 человек. Победители конкурса получают контракт на запись диска и денежный приз.

### Жюри
В состав профессионального жюри вошло 3 человека:
- Элина Гаранча
- Джон Раттер
- Николас Финк

### Хормейстеры
У каждой страны был свой хормейстер:
- Австрия – Александр Коллер
- Бельгия – Филипп Фаветт
- Венгрия – Томас Лакнер
- Германия – Бертран Грёгер
- Дания – Оле Фаурскоу
- Латвия – Лига Селма-Курсиете
- Словения – Примож Керштандж
- Уэльс – Исльвин Эванс
- Эстония – Аарне Салувеера

## Страны-участницы
27 февраля 2017 года ЕВС объявил, что в первом конкурсе примут участие семь стран. Чуть позже к этому числу присоединились Венгрия и Уэльс. 
| №  | Страна                  | Хор                                      | Композиция (автор) | Язык                                  | Перевод                                                    | Место |
| -- | ----------------------- | ---------------------------------------- | --- | ------------------------------------- | ---------------------------------------------------------- | ----- |
| 01 | Эстония                 | Хор девочек эстонского телевидения       | «Absolute Tormis» (Вельо Тормис) | Эстонский                             | Абсолютная тормис                                          | —     |
| 02 | Дания                   | Академический хор Орхуса                 | «I Seraillets Have» (Вильгельм Стенхаммар) «Wiigen-Lied» (Пер Нёргор)                                                                                        | Датский Немецкий                      | В саду Сераля Колыбельная                                  | —     |
| 03 | Бельгия                 | Камерный хор мальчиков «Les Pastoureaux» | «Dans la troupe» (Рафаэль Пассакет) «Ensemble» (Пьер Рапса, Филипп Фаветт)                                                                                   | Французский                           | В отряде Вместе                                            | —     |
| 04 | Германия                | Джазовый хор Фрайбурга                   | «African Call» (Бертран Грёгер, Клаус Фрек) «Palettes» (Роджер Трисе)                                                                                        | Немецкий                              | Африканский призыв Палитра                                 | —     |
| 05 | Словения                | Женский хор «Carmen Manet»               | «Adrca» (народная песня, Кэтрин Пустинек Ракар) «Ta na Solbici» (Само Вовк)                                                                                  | Словенский Резьянский                 | Шарфик И поэтому мы танцуем в Резии                        | 1     |
| 06 | Венгрия                 | Мужской хор имени Белы Бартока           | «Karádi nóták» (народная песня, Золтан Кодай) | Венгерский                            | Песня из Каради                                            | —     |
| 07 | Уэльс                   | Женский хор Кармартеншира                | «O, Mountain, O» (народная песня, Отмар Маха) «Traditional Welsh Lullaby» (народная песня, Исльвин Эванс) «Wade in the Water» (народная песня, Норман Любов) | Чешский Валлийский Английский         | О, гора, о Традиционная валлийская колыбельная Уэйд в воде | 2     |
| 08 | Австрия                 | Hardchor Linz                            | «Ave Maria» (Антон Брукнер) «I tua wos i wü» (народная песня) «Eat Your Vegetables!» (Джон Мюлейсен, Джоанн Ганнерсон)                                       | Латинский Австро-баварский Английский | Аве Мария Я делаю, что хочу Ешь свои овощи!                | —     |
| 09 | Латвия (страна-хозяйка) | Хор девочек «Spīgo»                      | «Grezna saule debesīs» (Раймонд Паулс) «Es čigāna meita biju» (народная песня)                                                                               | Латышский                             | Сияет солнце в небе Я цыганская дочь                       | 3     |